# Diego Mario Osella
Diego Mario Francisco Osella (Acebal, Santa Fe, Argentina; 19 de julio de 1970) es un exfutbolista y actual entrenador argentino que jugaba de defensor. Actualmente está sin club.
Es hermano de Javier Osella, quien es su ayudante de campo.

## Carrera como jugador
Osella inició su carrera futbolística en Newell's Old Boys en la temporada 1993-94, donde solo disputó un encuentro y luego fue cedido al San Luis de México.Más tarde, tuvo un paso por Almirante Brown de Arrecifes y por Central Córdoba de Rosario.
De cara a la temporada 2001-02, firmó contrato con Tiro Federal.Una campaña más tarde, fue capitán del equipo que obtuvo el ascenso a la Primera B Nacional con Daniel Teglia como entrenador.Finalmente, disputó su último partido en diciembre de 2003 y se retiró del fútbol profesional en enero de 2004 para dedicarse a la dirección técnica.

## Carrera como entrenador

### Inicios
En 2004, Osella comenzó siendo asistente técnico de Daniel Teglia en Racing de Córdobay después, en enero del 2006, firmó como entrenador de La Emilia de San Nicolás.Luego de un pequeño paso por Sportivo Las Parejas, tuvo un nuevo ciclo en el club nicoleño hasta el año 2008.
A partir de la temporada 2009, se hizo cargo de San Luis de Quillota donde obtuvo el ascenso a la Primera División después de vencer a Curicó Unido en la Liguilla de Promoción.En junio de 2010, presentó su renuncia al cargo por "motivos familiares".
El 20 de junio de 2010, fue anunciado como entrenador de Tiro Federal.Sin embargo, en septiembre del mismo año, dejó su cargo luego de una serie de malos resultados y fue reemplazado por Andrés Rebottaro.
En octubre de 2010, asumió al frente del Everton chileno con el objetivo de permanecer en la máxima categoría.Luego del descenso, fue ratificado en el cargo para la siguiente temporada, pero fue despedido en abril de 2011 después de un mal comienzo en la liga.

### Etapa en Argentina
El 11 de abril de 2013, fue confirmado como entrenador de Patronato.No obstante, en diciembre del mismo año, le comunicó su salida a la directiva del club para asumir como técnico de Colón.
En enero de 2014, inició su primera etapa al frente del club santafesino. Si bien obtuvo 30 puntos en el Torneo Final, debió disputar un encuentro contra Atlético Rafaela para definir al equipo que descendería a la B Nacional, que finalmente terminó perdiendo por 1-0.No obstante, fue ratificado en su cargo para disputar el siguiente campeonato, pero se marchó cuatro fechas antes de la finalización.
El 21 de abril de 2015, fue oficializado como técnico de Olimpo.En febrero de 2016, el club anunció la rescisión de su contrato por pedido del santafesino.
En junio de 2016, asumió como entrenador de Newell's Old Boys.Luego de un buen comienzo de la temporada, el equipo fue decayendo con el correr de las jornadas y el 4 de junio de 2017 presentó su renuncia al cargo luego de una derrota contra Unión por 2-1.

### Ciclos irregulares
El 6 de junio de 2018, comenzó su segunda etapa en San Luis de Quillota.Cuatro meses más tarde, dejó su cargo luego de una serie de malos resultados que situaban al club cerca de los puestos de descenso.
En octubre de 2018, fue confirmado como entrenador de Belgrano con el objetivo de salvar al club del descenso.Sin embargo, en abril del 2019, presentó su renuncia después de que se consumara la pérdida de la categoría.El 15 de junio de 2019, asumió al frente del FBC Melgar.No obstante, el 27 de octubre, fue despedido de su cargo luego de caer ante Alianza Lima por 3-2.
En diciembre de 2019, se confirmó el inicio de su segundo ciclo en Colón.Luego de dirigir solamente siete encuentros, sin ninguna victoria, decidió dejar su cargo en el club santafesino.

### Etapa en la B Nacional
El 15 de febrero de 2021, fue anunciado como técnico de Ferro Carril Oeste.En julio del mismo año, presentó su renuncia al cargo después de una serie de malos resultados que ubicaban al club lejos del primer lugar por el ascenso.
En marzo de 2022, asumió al frente de Agropecuario.Unos meses más tarde, dejó de ser el entrenador del club bonaerense luego de caer ante Gimnasia y Esgrima de Jujuy por 1-0.
El 21 de marzo de 2023, fue oficializado como entrenador de Chaco For Ever.En julio del mismo año, presentó su renuncia después de los malos resultados obtenidos.No obstante, en noviembre de 2023, fue nuevamente contratado por el equipo chaqueño de cara a la temporada 2024.Sin embargo, en abril de 2024, la directiva del club anunció su salida del club por mutuo acuerdo.
En septiembre de 2024, inició su tercera etapa en Colón.Sin embargo, el 14 de noviembre, dejó su cargo después de no lograr el ascenso a la Liga Profesional.

## Clubes

### Como jugador
| Club                | País      | Año       |
| ------------------- | --------- | --------- |
| Newell's Old Boys   | Argentina | 1993-1994 |
| San Luis            | México    | 1994-1995 |
| Almirante Brown (A) | Argentina | 1996-1997 |
| Central Córdoba (R) | Argentina | 1997-1998 |
| Almirante Brown (A) | Argentina | 1998-2001 |
| Tiro Federal        | Argentina | 2001-2004 |

### Como entrenador
| Club                 | País      | Año       |
| -------------------- | --------- | --------- |
| La Emilia            | Argentina | 2006      |
| Sportivo Las Parejas | Argentina | 2006      |
| La Emilia            | Argentina | 2006-2008 |
| San Luis de Quillota | Chile     | 2009-2010 |
| Tiro Federal         | Argentina | 2010      |
| Everton              | Chile     | 2010-2011 |
| Patronato            | Argentina | 2013      |
| Colón                | Argentina | 2014      |
| Olimpo               | Argentina | 2015-2016 |
| Newell's Old Boys    | Argentina | 2016-2017 |
| San Luis de Quillota | Chile     | 2018      |
| Belgrano             | Argentina | 2018-2019 |
| FBC Melgar           | Perú      | 2019      |
| Colón                | Argentina | 2020      |
| Ferro Carril Oeste   | Argentina | 2021      |
| Agropecuario         | Argentina | 2022      |
| Chaco For Ever       | Argentina | 2023      |
| Chaco For Ever       | Argentina | 2024      |
| Colón                | Argentina | 2024      |

### Estadísticas como entrenador
| Equipo                       | Div.                 | Torneo               | Estadísticas | Estadísticas | Estadísticas | Estadísticas | Estadísticas | Estadísticas | Estadísticas | Estadísticas |
| Equipo                       | Div.                 | Torneo               | PD           | G            | E            | P            | GF           | GC           | DG           | Efectividad  |
| ---------------------------- | -------------------- | -------------------- | ------------ | ------------ | ------------ | ------------ | ------------ | ------------ | ------------ | ------------ |
| La Emilia Argentina          | 4.ª                  | 2006-07              | 32           | 12           | 10           | 10           | 42           | 38           | +4           | 47.92%       |
| La Emilia Argentina          | 4.ª                  | 2007-08              | 28           | 13           | 8            | 7            | 47           | 37           | +10          | 55.95%       |
| La Emilia Argentina          | Total                | Total                | 60           | 25           | 18           | 17           | 89           | 75           | +14          | 51.67%       |
| San Luis de Quillota · Chile | 2.ª                  | 2009                 | 42           | 20           | 14           | 8            | 55           | 29           | +26          | 58.73%       |
| San Luis de Quillota · Chile | 1.ª                  | 2009-10              | 15           | 2            | 5            | 8            | 19           | 29           | -10          | 24.44%       |
| San Luis de Quillota · Chile | Total                | Total                | 57           | 22           | 19           | 16           | 74           | 58           | +16          | 49.71%       |
| Tiro Federal Argentina       | 2.ª                  | 2010-11              | 7            | 1            | 2            | 4            | 6            | 13           | -7           | 23.81%       |
| Tiro Federal Argentina       | Total                | Total                | 7            | 1            | 2            | 4            | 6            | 13           | -7           | 23.81%       |
| Everton · Chile              | 2.ª                  | 2011                 | 14           | 4            | 4            | 6            | 15           | 20           | -5           | 38.1%        |
| Everton · Chile              | Total                | Total                | 14           | 4            | 4            | 6            | 15           | 20           | -5           | 38.1%        |
| Patronato Argentina          | 2.ª                  | 2012-13              | 9            | 6            | 2            | 1            | 11           | 6            | +5           | 74.07%       |
| Patronato Argentina          | 2.ª                  | 2013-14              | 21           | 6            | 8            | 7            | 13           | 13           | 0            | 41.27%       |
| Patronato Argentina          | Total                | Total                | 30           | 12           | 10           | 8            | 24           | 19           | +5           | 51.11%       |
| Colón Argentina              | 1.ª                  | 2013-14              | 20           | 8            | 6            | 6            | 14           | 14           | 0            | 50%          |
| Colón Argentina              | 1.ª                  | CA 2013-14           | 2            | 1            | 1            | 0            | 1            | 0            | +1           | 66.67%       |
| Colón Argentina              | 2.ª                  | 2014                 | 16           | 6            | 6            | 4            | 21           | 14           | +7           | 50%          |
| Colón Argentina              | Total                | Total                | 38           | 15           | 13           | 10           | 36           | 28           | +8           | 50.88%       |
| Olimpo Argentina             | 1.ª                  | 2015                 | 20           | 8            | 7            | 5            | 21           | 16           | +5           | 51.67%       |
| Olimpo Argentina             | 1.ª                  | Liguilla             | 3            | 1            | 0            | 2            | 1            | 5            | -4           | 33.33%       |
| Olimpo Argentina             | 1.ª                  | 2016                 | 4            | 0            | 0            | 4            | 1            | 8            | -7           | 0%           |
| Olimpo Argentina             | Total                | Total                | 27           | 9            | 7            | 11           | 23           | 29           | -6           | 41.98%       |
| Newell's Old Boys Argentina  | 1.ª                  | 2016                 | 12           | 2            | 7            | 3            | 9            | 13           | -4           | 36.11%       |
| Newell's Old Boys Argentina  | 1.ª                  | CA 2015-16           | 2            | 1            | 0            | 1            | 5            | 3            | +2           | 50%          |
| Newell's Old Boys Argentina  | 1.ª                  | 2016-17              | 27           | 14           | 6            | 7            | 38           | 25           | +13          | 59.26%       |
| Newell's Old Boys Argentina  | Total                | Total                | 41           | 17           | 13           | 11           | 52           | 41           | +11          | 52.03%       |
| San Luis de Quillota · Chile | 1.ª                  | 2018                 | 9            | 2            | 1            | 6            | 9            | 14           | -5           | 25.93%       |
| San Luis de Quillota · Chile | 1.ª                  | Copa Chile 2018      | 2            | 0            | 1            | 1            | 1            | 2            | -1           | 16.67%       |
| San Luis de Quillota · Chile | Total                | Total                | 11           | 2            | 2            | 7            | 10           | 16           | -6           | 24.24        |
| San Luis de Quillota · Chile | Total en San Luis    | Total en San Luis    | 68           | 24           | 21           | 23           | 84           | 74           | +10          | 45.59%       |
| Belgrano Argentina           | 1.ª                  | 2018-19              | 17           | 3            | 8            | 6            | 13           | 15           | -2           | 33.33%       |
| Belgrano Argentina           | Total                | Total                | 17           | 3            | 8            | 6            | 13           | 15           | -2           | 33.33%       |
| Melgar · Perú                | 1º                   | 2019                 | 13           | 5            | 3            | 5            | 18           | 13           | +5           | 46.15%       |
| Melgar · Perú                | Total                | Total                | 13           | 5            | 3            | 5            | 18           | 13           | +5           | 46.15%       |
| Colón Argentina              | 1.ª                  | 2019-20              | 7            | 0            | 2            | 5            | 1            | 13           | -12          | 9.52%        |
| Colón Argentina              | Total                | Total                | 7            | 0            | 2            | 5            | 1            | 13           | -12          | 9.52%        |
| Ferro Argentina              | 2.ª                  | 2021                 | 17           | 6            | 5            | 6            | 16           | 18           | -2           | 45.1%        |
| Ferro Argentina              | Total                | Total                | 17           | 6            | 5            | 6            | 16           | 18           | -2           | 45.1%        |
| Agropecuario Argentina       | 2.ª                  | 2022                 | 28           | 6            | 14           | 8            | 20           | 22           | -2           | 38.1%        |
| Agropecuario Argentina       | 2.ª                  | CA 2021-22           | 2            | 1            | 0            | 1            | 2            | 2            | 0            | 50%          |
| Agropecuario Argentina       | Total                | Total                | 30           | 7            | 14           | 9            | 22           | 24           | -2           | 38.89%       |
| Chaco For Ever Argentina     | 2.ª                  | 2023                 | 18           | 4            | 4            | 10           | 12           | 21           | -9           | 29.63%       |
| Chaco For Ever Argentina     | 2.ª                  | 2024                 | 10           | 2            | 3            | 5            | 8            | 11           | -3           | 30%          |
| Chaco For Ever Argentina     | Total                | Total                | 28           | 6            | 7            | 15           | 20           | 32           | -12          | 29.76%       |
| Colón Argentina              | 2.ª                  | 2024                 | 6            | 1            | 4            | 1            | 4            | 3            | +1           | 38.89%       |
| Colón Argentina              | Total                | Total                | 6            | 1            | 4            | 1            | 4            | 3            | +1           | 38.89%       |
| Colón Argentina              | Total en Colón       | Total en Colón       | 51           | 16           | 19           | 16           | 41           | 44           | -3           | 43.79%       |
| Total en sus equipos         | Total en sus equipos | Total en sus equipos | 403          | 135          | 131          | 137          | 424          | 418          | +6           | 44.33%       |

Actualizado el 4 de noviembre de 2024. 

## Logros

### Como entrenador
| Título       | Club                 | País      | Año  |
| ------------ | -------------------- | --------- | ---- |
| Primera B    | San Luis de Quillota | Chile     | 2009 |
| B Nacional * | Colón de Santa Fe    | Argentina | 2014 |

- Dejó el cargo faltando 4 fechas.